# 川田景村
川田 景村（かわだ かげむら、生没年未詳?）は、室町時代の讃岐国の武将。通称七兵衛。紋は左三つ巴。桓武平氏良茂流・讃岐香川氏支族、香川景宗の七男。兄に香川景兼、景連、景秀、景冬、吉景、弟に景夏。
香川郡安原庄鳥屋城主川田景兼、内場城主川田景秀の弟にあたる。嘉吉年間、景兼らに従い川田姓へ改姓した。文明年間に土佐国へ赴いた際、阿波国麻植郡川田八幡の分霊を土佐郡森郷相川に勧請し、一族の守護を仰いだ。現在も同地には分霊の際に植えられたと伝えられる「川田八幡の杉」が残る。景村来住後、天正年間には森郷一帯に川田一族が多く根付いていたことが『長宗我部地検帳』に見える。